# プルメリア 〜花唄〜
「プルメリア〜花唄〜」（プルメリア はなうた）は、Aqua Timezの10枚目のシングルである。2009年7月29日発売。

## 概要
- 前作「STAY GOLD」以来、約4ヶ月ぶりとなるシングル。
- 表題曲は映画『ごくせん THE MOVIE』主題歌。
- ビデオクリップにAKB48の浦野一美が出演。
- キャッチフレーズはこの曲の題名のプルメリアという花の花言葉の、「僕を見つけてくれて、ありがとう。」。
- 福岡ソフトバンクホークスの柳田悠岐選手が、登場曲の1つとして使用している。
- 初回仕様には特典として、「ごくせん The MOVIE×Aqua Timez」のステッカーが封入された。

## 収録内容
| 全作詞・作曲: 太志、全編曲: Aqua Timez。 |                                                          |       |            |      |
| #                                        | タイトル                                                 | 作詞  | 作曲・編曲 | 時間 |
| 1.                                       | 「プルメリア〜花唄〜」(映画『ごくせん THE MOVIE』主題歌) | 太志  | 太志       | 4:57 |
| 2.                                       | 「長すぎた夜に」                                         | 太志  | 太志       | 4:31 |
| 3.                                       | 「Perfect World -blue forest ver.-」                     | 太志  | 太志       | 5:18 |
| 4.                                       | 「プルメリア〜花唄〜 -Instrumental-」                    | 太志  | 太志       | 4:56 |
| 合計時間:                                | 合計時間:                                                | 19:42 |            |      |